# Lotta greco-romana ai Giochi della XVIII Olimpiade - Pesi medio-massimi
La competizione della categoria pesi medio-massimi (fino a 97 kg) di lotta greco-romana dei Giochi della XVIII Olimpiade si è svolta dal 16 al 19 ottobre 1964 alla Arena Nippon Budokan a Tokyo.

## Formato
Ad ogni incontro venivano assegnate le seguenti penalità:
- 0 = Al vincitore per schienata
- 1 = Al vincitore ai punti
- 2 = In caso di pareggio
- 3 = Allo sconfitto ai punti
- 4 = Allo sconfitto per schienata

Con sei penalità o più il lottatore veniva eliminato.

## Risultati
| Legenda                                  | Legenda |
| ---------------------------------------- | ------- |
| Lottatore con 6 penalità o più Eliminato |         |

### 1º Turno
Si è disputato il 16 ottobre
| Vincitore            | Pen. | Risultato  | Sconfitto         | Pen. |
| -------------------- | ---- | ---------- | ----------------- | ---- |
| Petar Cucić          | 2    | = Parità = | Rost'om Abashidze | 2    |
| Ferenc Kiss          | 0    | Schienata  | Maruti Mane       | 4    |
| Nicolae Martinescu   | 2    | = Parità = | Lucjan Sosnowski  | 2    |
| Gıyasettin Yılmaz    | 2    | = Parità = | Adelmo Bulgarelli | 2    |
| Aimo Mäenpää         | 1    | Ai Punti   | Akira Nakaura     | 3    |
| Eugen Wiesberger Jr. | 0    | Schienata  | Gang Du-Man       | 4    |
| Boyan Radev          | 0    | Squalifica | Pat Lovell        | 4    |
| Heinz Kiehl          | 0    | Schienata  | José Panizo       | 4    |
| Per Svensson         | 1    | Ai Punti   | Peter Jutzeler    | 3    |

### 2º Turno
Si è disputato il 17 ottobre
| Vincitore          | Pen. | Risultato  | Sconfitto            | Pen. |
| ------------------ | ---- | ---------- | -------------------- | ---- |
| Rost'om Abashidze  | 3    | Ai Punti   | Ferenc Kiss          | 3    |
| Petar Cucić        | 4    | = Parità = | Lucjan Sosnowski     | 4    |
| Nicolae Martinescu | 3    | Ai Punti   | Adelmo Bulgarelli    | 5    |
| Gıyasettin Yılmaz  | 2    | Schienata  | Akira Nakaura        | 7    |
| Aimo Mäenpää       | 2    | Ai Punti   | Eugen Wiesberger Jr. | 3    |
| Boyan Radev        | 0    | Schienata  | Gang Du-Man          | 8    |
| Heinz Kiehl        | 0    | Schienata  | Pat Lovell           | 8    |
| Peter Jutzeler     | 3    | Schienata  | José Panizo          | 8    |
| Per Svensson       | 1    | Esentato   |                      |      |
|                    |      | Ritirato   | Maruti Mane          | -    |

### 3º Turno
Si è disputato il 18 ottobre
| Vincitore            | Pen. | Risultato  | Sconfitto         | Pen. |
| -------------------- | ---- | ---------- | ----------------- | ---- |
| Rost'om Abashidze    | 5    | = Parità = | Per Svensson      | 3    |
| Ferenc Kiss          | 4    | Ai Punti   | Petar Cucić       | 7    |
| Adelmo Bulgarelli    | 6    | Ai Punti   | Lucjan Sosnowski  | 7    |
| Nicolae Martinescu   | 4    | Ai Punti   | Gıyasettin Yılmaz | 5    |
| Boyan Radev          | 0    | Ritirato   | Aimo Mäenpää      | 6    |
| Eugen Wiesberger Jr. | 4    | Ai Punti   | Heinz Kiehl       | 3    |
| Peter Jutzeler       | 3    | Esentato   |                   |      |

### 4º Turno
Si è disputato il 19 ottobre
| Vincitore          | Pen. | Risultato  | Sconfitto            | Pen. |
| ------------------ | ---- | ---------- | -------------------- | ---- |
| Rost'om Abashidze  | 6    | Ai Punti   | Peter Jutzeler       | 6    |
| Per Svensson       | 5    | = Parità = | Ferenc Kiss          | 6    |
| Nicolae Martinescu | 5    | Ai Punti   | Eugen Wiesberger Jr. | 7    |
| Boyan Radev        | 1    | Ai Punti   | Gıyasettin Yılmaz    | 8    |
| Heinz Kiehl        | 3    | Esentato   |                      |      |

### 5º Turno
Si è disputato il 19 ottobre
| Vincitore    | Pen. | Risultato | Sconfitto          | Pen. |
| ------------ | ---- | --------- | ------------------ | ---- |
| Per Svensson | 6    | Ai Punti  | Heinz Kiehl        | 6    |
| Boyan Radev  | 2    | Ai Punti  | Nicolae Martinescu | 8    |

## Classifica finale
| Pos.    | Atleta               | Nazione          |
| ------- | -------------------- | ---------------- |
| Oro     | Boyan Radev          | Bulgaria         |
| Argento | Per Svensson         | Svezia           |
| Bronzo  | Heinz Kiehl          | Germania         |
| 4       | Nicolae Martinescu   | Romania          |
| 5       | Ferenc Kiss          | Ungheria         |
| 5       | Peter Jutzeler       | Svizzera         |
| 5       | Rost'om Abashidze    | Unione Sovietica |
| 8       | Eugen Wiesberger Jr. | Austria          |
| 9       | Gıyasettin Yılmaz    | Turchia          |
| 10      | Aimo Mäenpää         | Finlandia        |
| 10      | Adelmo Bulgarelli    | Italia           |
| 12      | Lucjan Sosnowski     | Polonia          |
| 12      | Petar Cucić          | Jugoslavia       |
| 12      | Akira Nakaura        | Giappone         |
| 15      | José Panizo          | Spagna           |
| 15      | Gang Du-Man          | Corea del Sud    |
| 15      | Pat Lovell           | Stati Uniti      |
| 18      | Maruti Mane          | India            |